# Hodosán Róza
Hodosán Róza (Darvas, 1954. december 18. –) tanár, politikus, szociológus, a demokratikus ellenzék tagja, a Szabad Demokraták Szövetségének (SZDSZ) egyik alapítója.

## Élete
Darvason született egy 12 gyermekes szegény családban. Édesapja földműves, állattenyésztő, édesanyja napszámos, majd konyhai főzőnő volt. Testvérei közül egyedül ő tanulhatott felsőoktatásban, tanulását testvérei segítették, és saját maga munkával tartotta el magát. Püspökladányban érettségizett. 1973 és 1976 között postai alkalmazott, majd 1977-ig Püspökladányban könyvtári munkatárs. Az ELTE BTK-n végzett magyar-szociológia szakon (1978–1984). Az egyetemen került kapcsolatba a demokratikus ellenzékkel, részt vett a szamizdatirodalom készítésében és a Szegényeket Támogató Alap (SZETA) munkájában. 
1981-től az AB Független Kiadó és a Hírmondó szamizdat folyóirat korrektora, nyomdásza, szerkesztője, terjesztője. Ellenzéki tevékenysége miatt az egyetem után sokáig nem kapott munkát. 1987/88-ban a budapesti Berzsenyi Gimnázium óraadó tanára. 1988-ban a Szabad Kezdeményezések Hálózata, a Fidesz, majd az SZDSZ alapító tagja. 1990 és 1998 között országgyűlési képviselő.
Férjezett, második házasságában él. Első férje Demszky Gábor volt (1982-től együtt éltek, majd az 1985-ben megkötött házasságukat 1991-ben bontották fel). Második férje Magyar Bálint. Egy gyermekük van.
1999. szeptember 1-től 2010. december 6-ig a Nemzeti Család és Szociálpolitika Intézet, szociológus kutatója. Témája leginkább az állami gondoskodásban élő gyermekek, a kistelepülések szociális ellátásai. E témákban szakfolyóiratokban több publikációja jelent meg. Munkahelyéről átszervezés címén elbocsátották, szociológus kutató státuszát áthelyezték a műszaki osztályra (karbantartó), hivatalos indoklás szerint, mivel nincs műszaki végzettsége, alkalmatlan a feladata ellátására. Munkaügyi perét elvesztette. Azóta Magyarországon szakmájában nem kap munkát.
1998 óta politikai szerepet nem vállalt, az SZDSZ tagja maradt 2009. július 13-ig, amikor több alapító taggal együtt, Retkes Attila elnökké választása után kilépett.

## Művei
- Szamizdat történetek; Noran, Bp., 2004
- A konspiráció szabályai a puha diktatúrában, Alibi, TITOK, 153–166. o. Budapest, 2005[1]

### Szakmai publikációi, 2000–
- Tanulmány a 0–3 éves gyermekeket gondozó intézetekben végzett kutatásról, I. rész, kézirat, 167 o., Országos Család és Gyermekvédelmi Intézet, 2001
- A gyermekvédelmi gondoskodás alatt álló fiatalok korai szocializációja, Tanulmány, II. rész, www.rubeus.hu, 2002
- A szociális és gyermekjóléti alapellátások helyzetének áttekintése c. tanulmány, társszerző. Kapocs 1. évf. 1. szám, 2002. 06. Kapocs könyvek 1. 2002. 12.
- Alapellátási kötelezettségek-kistelepülési stratégiák c. tanulmány, szerző. Kapocs könyvek 1. 2002. 12.
- Kistelepülési hátrányok-alapellátási nehézségek c. tanulmánykötet, szerkesztő, Kapocs könyvek 1. 2003
- Alapellátási kötelezettségek-kistelepülési stratégiák, tanulmány összefoglaló, Kapocs, 2003/5. 2–13. o.
- Tízéves a szociális törvény, tanulmány, Kapocs, 2003/8. 2–9. o. 2004
- Társadalmi befogadás 2002, tanulmánykötet, szerkesztő. Kapocs könyvek 5. NCSSZI, 2004. 360 o.
- Kistelepülések emberközelből, Kapocs 14. sz. III. évf. 5. szám 2004. október 22–25. o.
- Alapellátási kötelezettségek - kistelepülési stratégiák (Kapocs könyvek 7. NCSSZI 2004), 2005
- Esélyek és lehetőségek az élhetőbb falvakért, Elöregedő lakosság, tanulmány, ÖN KOR KÉP, 2005. 1-2. sz. 10–21. o., 2006
- Bezárás után, Kovács Ágnes társszerzővel, tanulmány összefoglaló, Kapocs, 2006. április, 48–58. o.
- Elesetten, esettanulmány, Kapocs, 2006. február, 54–64. o.
- Alapellátási kötelezettségek- kistelepülési stratégiák, Háló, 2006/10. 9–11. o.
- Bezárás után, teljes tanulmány; A magyar gyermekvédelmi rendszer helyzete, jövőbeli kihívásai, NCSSZI, 2006, 2008
- Társadalmi befogadás 2003. Az Egészségügyi, Szociális és Családügyi Minisztérium által pályázati úton támogatott kutatási program zárótanulmányai; összeáll. Hodosán Róza; SZMI, Bp., 2007 (Kapocs könyvek)
- Merre visz az út? A Pest megyei bezárt kisgyermekotthonok volt lakóiról szóló utánkövetéses vizsgálat összegző tanulmánya (I. 2. rész), Budapest, Család, Gyermek, Ifjúság, 2008/2., 6. sz., 2009
- Rácz Andrea, Hodosán Róza, dr. Korintus Mihályné: Dokumentumok, szakirodalmak a gyermekvédelmi rendszerben élő fiatal felnőttek továbbtanulásáról és felsőoktatási részvételéről, Esély, 2009/3. 97–116. o.

### Hodosán Róza−Rácz Andrea
- Szakmai képzésben részesülő, gyermekvédelmi szakellátásban élő fiatalok iskolai pályafutásának vizsgálata, Család Gyermek Ifjúság 2009/4. 14–24. o., 2010
- Hodosán Róza–Nyitrai Ágnes: Gyermekvédelem az OSAP adatok tükrében, Kapocs, 2010. december, 42–52. o.

## Elismerése
- A Magyar Köztársasági Érdemrend lovagkeresztje (2010)